# Daniele da Volterra

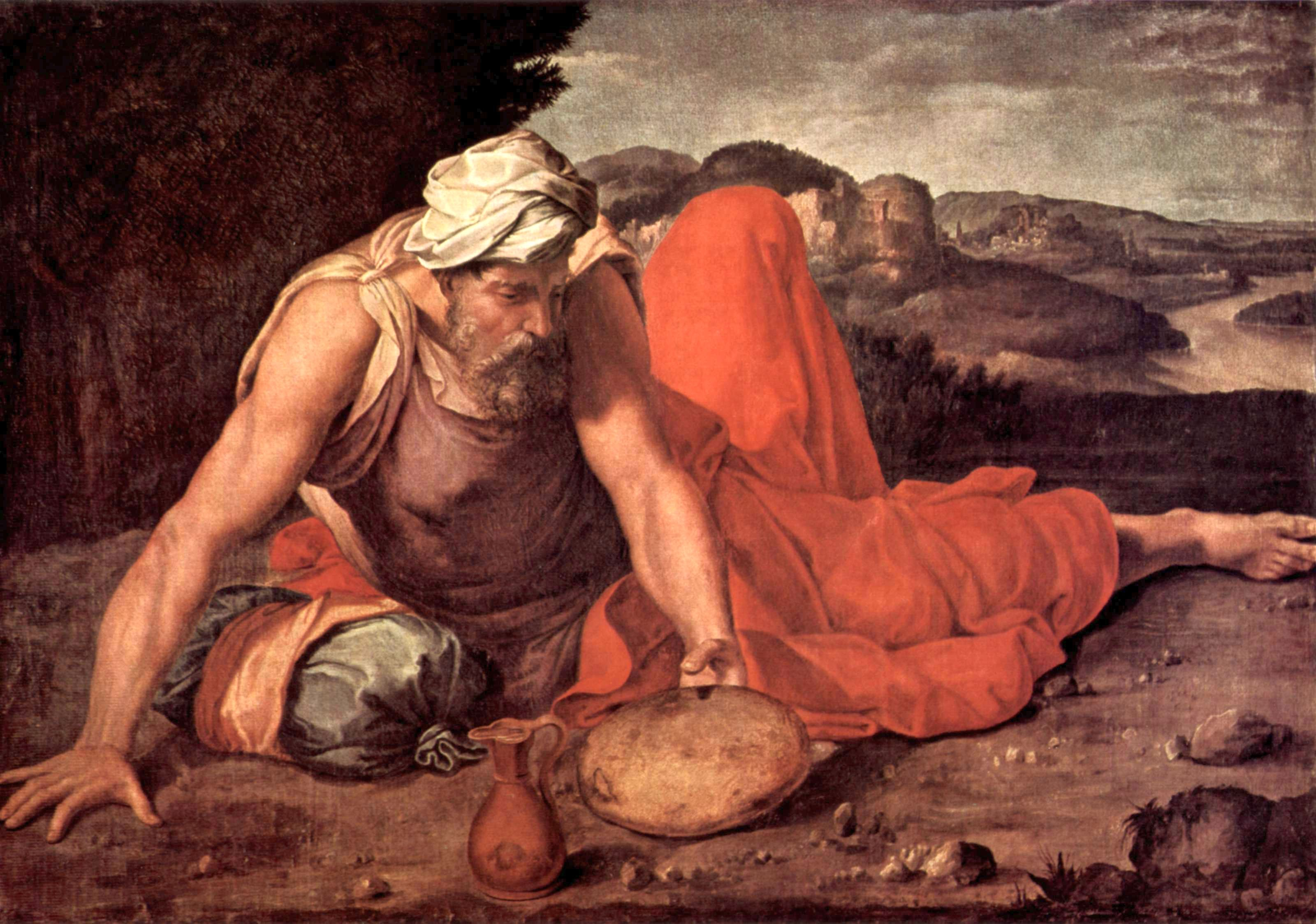
De profeet Elia (circa 1550-1560)

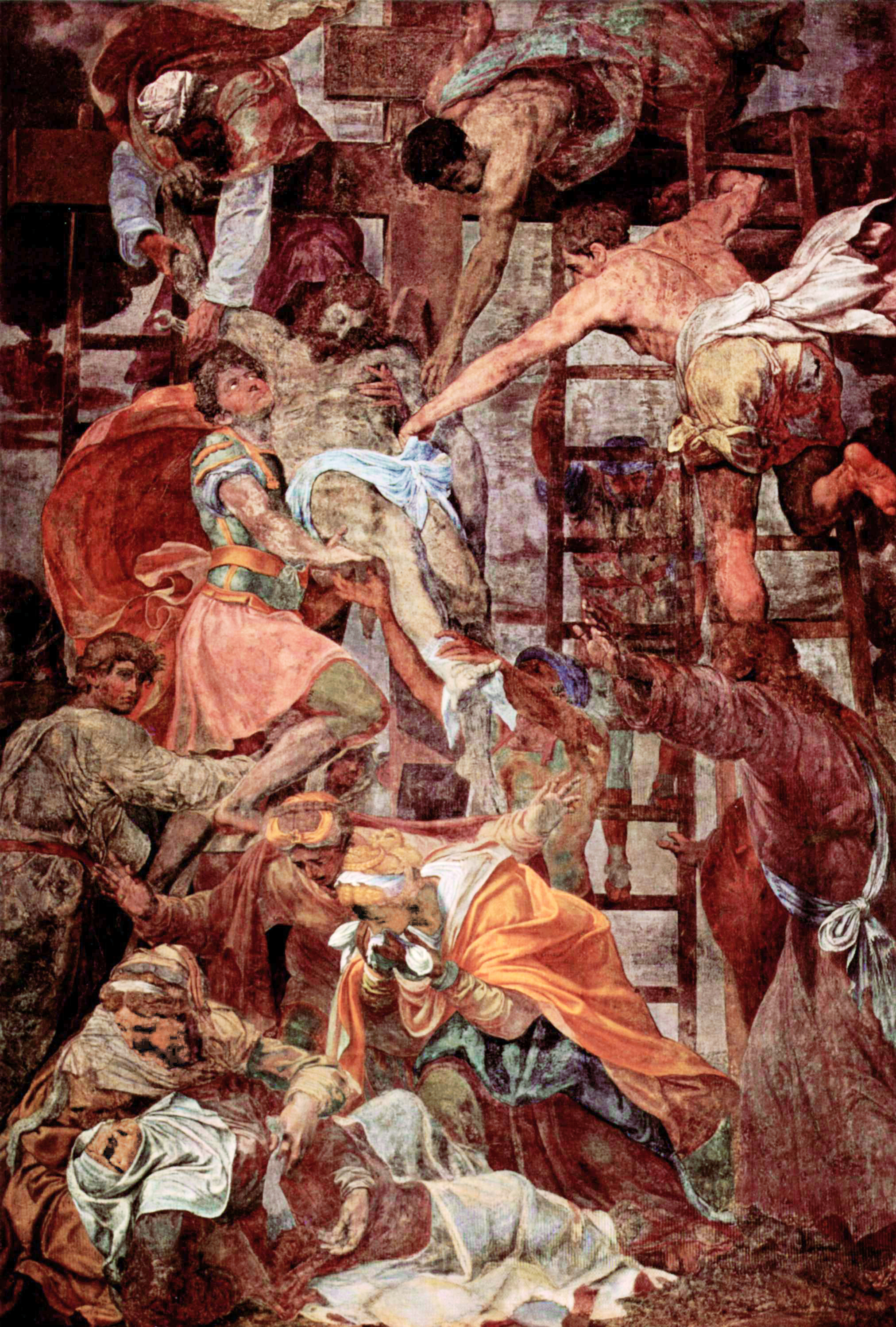
Kruisafname (1541), fresco in de Orsini kapel van de Trinita de Monti

Daniele da Volterra (Volterra, 1509 - Rome, 4 april 1566), eigenlijk Daniele Ricciarelli, was een Italiaans maniëristisch kunstschilder en beeldhouwer uit de Italiaanse renaissance.

## Levensloop
Volterra is aanvankelijk gevormd door de schilder Sodoma en sloot zich vervolgens in Rome aan bij Michelangelo. Door diens bescherming werd hij Michelangelo's opvolger als opzichter van het werk in het Vaticaan. Michelangelo ondersteunde hem met zijn advies en heeft hem waarschijnlijk ook tekeningen gegeven voor zijn schilderijen, zoals de beroemde Kruisafname, zijn belangrijkste werk (in Santa Trinità dei Monti in Rome), een opdracht die vermoedelijk van paus Julius III afkomstig is. Daniele da Volterra kreeg de opdracht om in het in aanbouw zijnde Palazzo Farnese de Stanza del Cardinale te versieren met fresco's. Bekende schilderijen van zijn hand zijn een Justitia in het Prioriteitspaleis van Volterra en de Kindermoord in Bethlehem in de Uffizi van Florence. Een afbeelding die aan beide zijden op dezelfde manier is geschilderd (De onthoofding van Goliath door David), geschilderd op een enorme lei, is te zien in het Louvre in Parijs. De twee voorstellingen verschillen in tijd maar een kort moment, zoals tussen twee frames bij film.
Onder paus Julius III verloor Volterra zijn baan aan het Vaticaan, vervolgens vertrok hij naar Florence en hij wendde zich tot beeldhouwwerk. Na terugkomst in Rome bedekte hij namens paus Pius IV de naakten op van het Laatste oordeel van Michelangelo in de Sixtijnse Kapel). Hiermee heeft hij de bijnaam Braghettone ("Broekschilder") gekregen.
Van zijn beeldhouwwerken is het standbeeld van Cleopatra bij de fontein in de gang van de Belvedere het bekendst. Daarnaast is Volterra als beeldhouwer bekend van de portretbuste van Michelangelo. Vanuit Frankrijk kreeg hij de opdracht om het ruiterstandbeeld van Hendrik II te maken, waarvan alleen het paard is uitgevoerd. Later is hier door de beeldhouwer Pierre Biard (de jongere) een beeld van Lodewijk XIII aan toegevoegd en werd het ruiterstandbeeld op de Place Royale te Parijs geplaatst. Daniele da Volterra stierf op 4 april 1566.